# Гернсбек (лунный кратер)
Кратер Гернсбек (лат. Gernsback) — крупный ударный кратер в северо-восточной области Моря Восточного на обратной стороне Луны. Название присвоено в честь американского изобретателя, бизнесмена, писателя, редактора и издателя Хьюго Гернсбека (1884—1967); утверждено Международным астрономическим союзом в 1970 г. 

## Описание кратера
Ближайшими соседями кратера являются кратер Абель на западе; кратер Доннер на севере-северо-западе; кратер Паркхерст на северо-востоке; кратер Ламб на юге; кратер Дженнер на юге-юго-западе; а также кратер Гам на юго-западе. Селенографические координаты центра кратера 36°32′ ю. ш. 99°32′ в. д. / 36,53° ю. ш. 99,53° в. д., диаметр 47,2 км, глубина 2,3 км.
Кратер имеет полигональную форму, затоплен лавой и имеет низкое альбедо как и окружающая его местность, над поверхностью лавы выступает умеренно разрушенный вал с тонкой кромкой. Южная часть вала перекрыта приметным небольшим кратером. Средняя высота вала кратера над окружающей местностью 1110 м, объем кратера составляет приблизительно 1 800 км³. Дно чаши кратера плоское и ровное, отмечено несколькими мелкими кратерами расположенными, в основном, в западной части чаши.
Несмотря на то, что кратер находится на обратной стороне Луны, при благоприятной либрации он может быть наблюдаем с Земли.

## Сателлитные кратеры

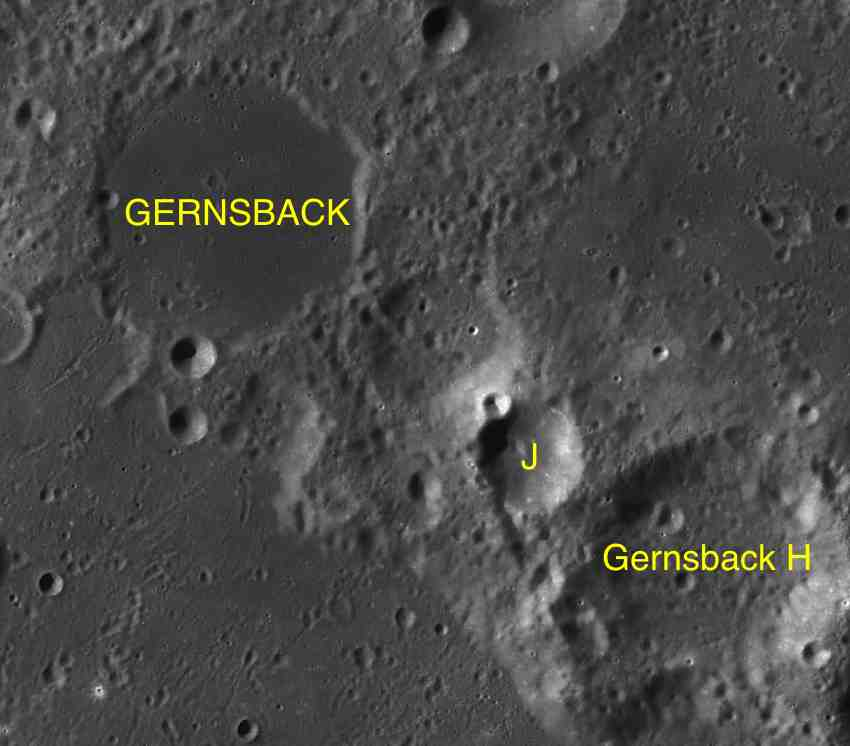
Фрагмент карты LAC-116.

| Гернсбек | Координаты                                              | Диаметр, км |
| -------- | ------------------------------------------------------- | ----------- |
| H        | 38°25′ ю. ш. 103°10′ в. д. / 38,41° ю. ш. 103,17° в. д. | 48,7        |
| J        | 37°49′ ю. ш. 101°47′ в. д. / 37,81° ю. ш. 101,79° в. д. | 18,7        |